# Amboseli-Nationalpark
Der Amboseli-Nationalpark ist ein Nationalpark im Südwesten Kenias, direkt an der Grenze zu Tansania.

## Beschreibung
Die Besitzer des umliegenden Landes sind Massai, die traditionell keine fremden Jäger in ihrem Territorium dulden; das Tierreservat ist deswegen weitgehend von Wilderern verschont geblieben. So konnte sich hier beispielsweise eine Population von Afrikanischen Elefanten erhalten, deren Altersstruktur und Generationengefüge unverzerrt geblieben sind. Unter den rund 800 Elefanten befinden sich daher auch noch alte Kühe und Bullen, so dass sich das reiche und komplexe Sozialverhalten der Elefanten beobachten lässt. Der nur 390 Quadratkilometer große Amboseli-Park, der von Wildhütern und Wissenschaftlern ganzjährig überwacht wird, ist daher Heimat des Amboseli Elephant Research Project, das seit 1972 das Sozialverhalten, die Altersstruktur und die Populationsdynamik afrikanischer Elefanten untersucht.
Die Elefanten sind sehr ortstreu und verlassen das Amboseli-Becken nur an den Rändern. Im Osten gibt es Kontakte mit den Artgenossen aus dem Tsavo-West-Nationalpark, die Gruppen trennen sich jedoch immer wieder. Gelegentlich kommen Artgenossen von den Hängen des Kilimandscharo in den Amboseli-Nationalpark.
Eine Wasserpipeline nach Norden wurde nicht angenommen, allerdings konnten auch technische Mängel nicht dauerhaft beseitigt werden.
Vom Amboseli-Nationalpark, der etwa 1200 m über dem Meeresspiegel liegt, hat man direkte Sicht auf den höchstens Berg Afrikas, den Kibo im Kilimandscharo-Massiv (5895 m). Der Berg selbst befindet sich in Tansania, bestimmt aber das Wetter, speziell die Regentage des kenianischen Nationalparks zu seinen Füßen.
Die Landschaft dieses Nationalparks ist geprägt von sodahaltigem grauen Staub. Akazienwälder, Sümpfe und offene Savanne wechseln sich ab und bieten vielen Großwildarten eine Heimat. Hier kommen Gnus, Zebras, Grant- und Thomson-Gazellen, Impalas, Giraffengazellen, Spießböcke und einige Spitzmaulnashörner vor. An Raubtieren gibt es Löwen, Geparden, Hyänen, Afrikanische Wildhunde und zwei Schakalarten. Im Zentrum des Amboseli-Nationalparks befinden sich Palmendickichte. Um die zahlreichen Sümpfe, die vom Kilimandscharo gespeist werden und trotz der sowohl mit den Jahreszeiten als auch von Jahr zu Jahr wechselnden Ausdehnung sehr ergiebige Wasservorkommen darstellen, wachsen Sauergräser, Papyrus, Binsen, salzvertragende Büsche und Gelbrindenakazien. Der große, alkalische Amboseli-See (Lake Amboseli), der dem Nationalpark seinen Namen gab, bedeckt rund ein Drittel der Parkfläche, ist aber nur saisonal ganz mit Wasser gefüllt. Zwischen den Sümpfen im südlichen Teil des Parkes und dem Amboseli-See besteht eine kanalartige Verbindung.

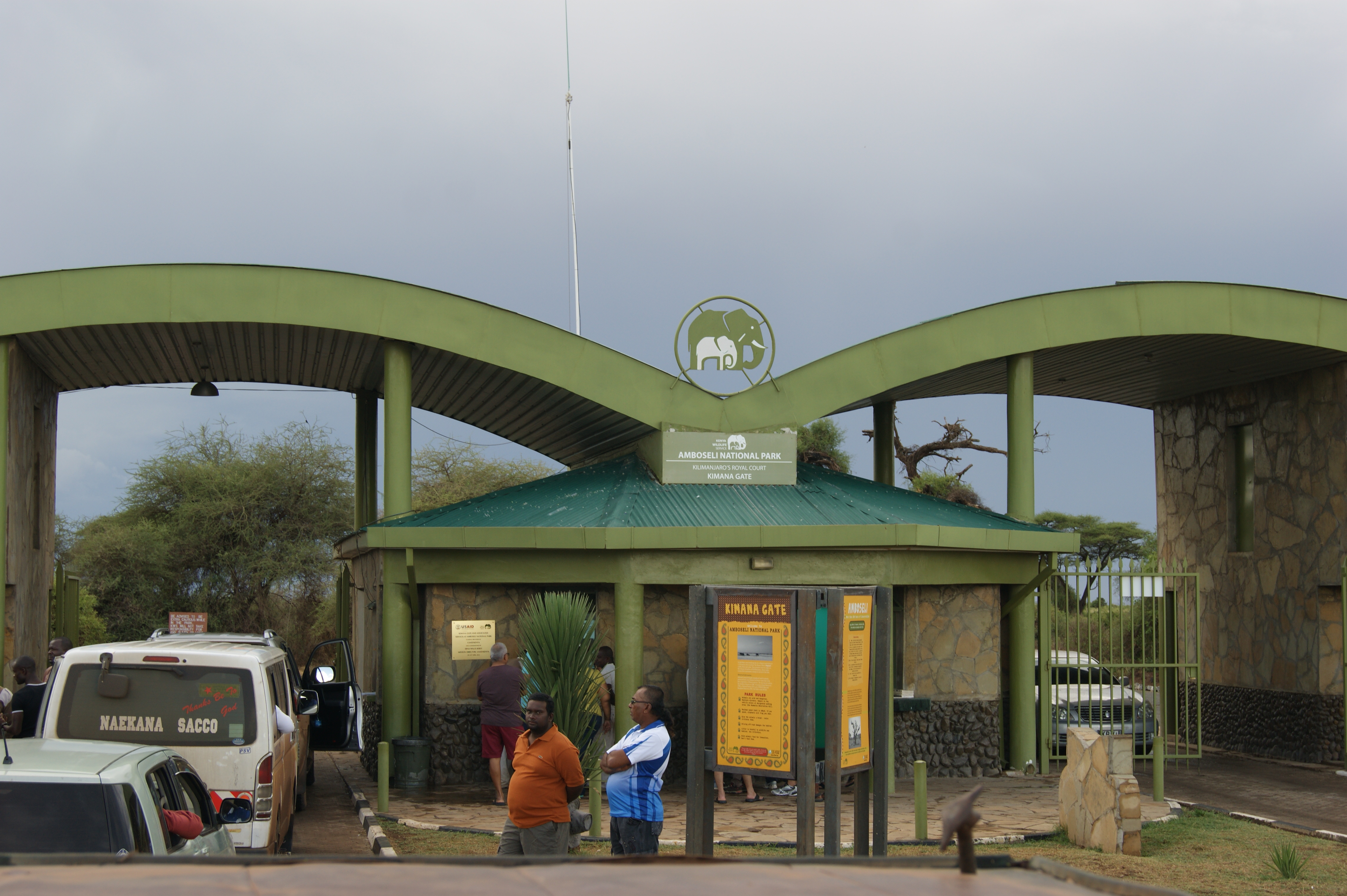
Kimana Gate

Im Parkzentrum gibt es einige Safari-Gästehäuser mit gehobenem Standard. Weiterhin verfügt der Park über einen Platz zum Zelten.
Die Anfahrt ist über die Tore Namanga Gate im Nordwesten, Lembeiboti Gate im Norden und Kimana Gate im Osten möglich. Zusätzlich verfügt der Nationalpark über eine Landepiste für Flugzeuge.

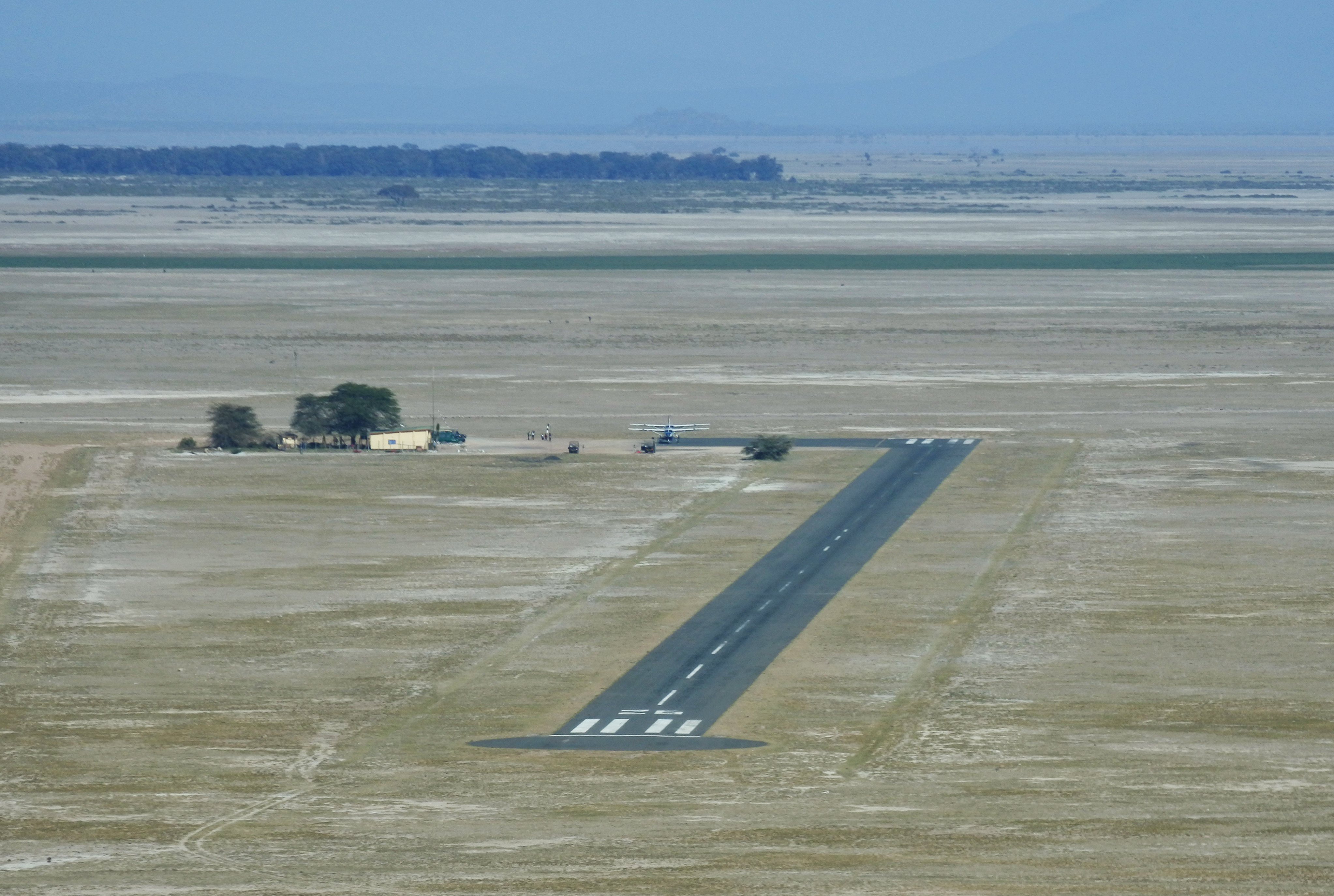
Landepiste des Nationalparks